# Эльмунд (король Кента)
Эльмунд (англ. Ealhmund; умер после 784) — король Кента в 784 году. Упоминается только в одной хартии, датированной 784 годом. Но уже к 785 году Кент был завоёван королём Мерсии Оффой, а Эльмунд был либо убит, либо изгнан из Кента. По устоявшейся традиции, он тождественен отцу Эгберта, который в 802 году стал королём Уэссекса, а в 820-е годы завоевал Кент; он основал династию, которая правила сначала в Уэссексе, а позже и во всей Англии в течение более чем 250 лет. От этой династии по женской линии происходит и современный Британский королевский дом.

## Происхождение
Происхождение Эльмунда и его вероятного сына, короля Уэссекса Эгберта является предметом дискуссий среди современных исследователей. Сам Эгберт заявлял о своём происхождении от западных саксов Генеалогия Этельвульфа, сына Эгберта, приведённая в «Англосаксонской хронике», начинается с утверждения, что тот был сыном Эгберта, сына Эльмунда. Хронист, работавший в конце XI или начале XII века в аббатстве Крайст-чёрч в Кентербери, отождествил Эльмунда, отца Эгберта, с Эльмундом, королём Кента, добавив при создании списка F «Англосаксонской хроники» в статью за 784 год указание на то, что указанный Эльмунд был сыном короля Эгберта.
«Англосаксонская хроника» в статье за 855 год выводит происхождение Эльмунда от Игильда, брата короля Уэссекса Ине: Эльмунд показан сыном Эавы, внуком Эоппы и правнуком Ингильда. Однако достоверность этой генеалогии невозможно проверить. Имя Ингильда, брата Ине, встречается в «Англосаксонской хронике» — в статье за 718 год сообщается об его смерти, однако это единственное упоминание его имени. Имена же Эффы и Эопы больше ни в каких документах не встречается, а имя самого Эльмунда отсутствует в самых ранних списках «Англосаксонской хроники».
Современные исследователи по разному оценивают генеалогию Эгберта из «Англосаксонской хроники». Фрэнк Стэнтон принимает происхождение Эгберта от Ингильда, хотя при этом он сомневался в достоверности более ранней генеалогии, выводящей происхождение Ингильда от короля Кердика. Но некоторые исследователи поставили под сомнение происхождение Эгберта от Кердика. Так Хизер Эдвардс, автор статьи об Эгберте в «Оксфордской биографической энциклопедии», высказала сомнение в том, что Эгберт действительно был потомками Уэссекской династии, поскольку ей трудно понять, почему его отец Эльмунд стремился к власти в Кенте, вступая в конфликт с могущественным королём Мерсии Оффой. Подобное могло быть обосновано только в том случае, если Эльмунд был представителем местной Кентской династии, представители которой после завоевания в 785 году Кента Мерсией были изгнаны. Эгберт мог стать королём Уэссекса по праву завоевателя, а позже заявить о своём происхождении от Кердика, чтобы легитимизировать свою власть. По мнению Хизер Эдвардс, дополнительным свидетельством кентского происхождения сына Эльмунда является тот факт, что король Оффа помог между 789 и 798 годами изгнать Эгберта ставшему королём Уэссекса Беортрику: вероятной причиной мог быть тот факт, что сын Эльмунда был потенциальным претендентом на кентский трон. Кроме того, имя «Эгберт» до этого не встречалось в Уэссексе, а имя, начинающееся на «Еа», соответствовало традициям именования королей Кента VIII века. Но, как отмечает Рори Нейсмит, в англосаксонской Англии не было традиций, по которым имена имели какую-то династическую принадлежность. В качестве доказательства династической связи Эдмунда Уэссекского с Кентской династией часто приводится известие «Англосаксонской хроники», которая при описании завоевания Эдмундом в 825 году Кента, Суссекса и Эссекса указывает, что их жители покорились ему, поскольку прежде их «несправедливо разлучили с их родичами»; некоторые исследователи воспринимают его как доказательство наследственных притязаний Эдмунда на Кент.
Однако далеко не все историки принимают версию о тождественности короля Кента Эльмунда с отцом Эдмунда Уэссекского. Так Р. Нейсмит считает такую идентификацию маловероятной. Историк отмечает, что составитель списка F «Англосаксонской хроники» не просто копировал или сокращал более раннюю рукопись, а делал существенные дополнения к ней, опираясь на большое количество дополнительных текстов, и при этом иногда позволяя себе экстраполировать или изобретать новые детали. В том числе, хронист, вероятно, имел доступ к архиву хартий, хранящихся в кентерберийских аббатствах Крайст-чёрч и, возможно, Святого Августина. Поэтому дополнение о короле Эльмунде за 784 год могло быть основано именно на хартии этого короля, хранившейся в архиве Крайст-чёрча. Р. Нейсмит полагает, что отец Эгберта мог просто быть тёзкой короля Кента. Хотя исследователь не исключает, что хронист мог иметь доступ к утраченным ныне источникам, которые связывали бы Эгберта с Кентским королевским домом, он считает это маловероятным. Его преемники последовательно ссылались на своё родство с королём Ине, но при этом он мог находиться в родстве с королями Кента. По мнению Барбары Йорк, Эльмунд был западным саксом, укрепивший свои права на Кент посредством брака с представительницей Кентского королевского дома, возможно, с родственницей короля Эгберта II, чем и объясняется кентское имя его сына. Р. Нейсмит не исключает, что родовые владения Эгберта могли находиться в Уилтшире, Суррее или Дорсете, но приходит к выводу, что хотя истинное происхождение короля Уэссекса Эгберат и его семьи остаётся загадкой, скорее всего он происходил из уэссекской королевской династии.

## Биография
Об истории Кента в этот период известно мало. После смерти в 762 году короля Этельберта II в Кентском королевстве наступил кризис престолонаследия, в результате которого в течение последующих пяти лет в нём правило не менее 5 королей, которые, вероятно, боролись за власть. Некоторые из них, вероятно, были назначены правителями соседних королевств. Судя по источникам, Кент в этот период разделился на 2 королевства — Западное и Восточное, а его правители, вероятно, к 764 году были вынуждены признать себя вассалами короля Мерсии Оффы. Однако после восстания кентцев и сражения у Отфорда, о котором сообщает «Англосаксонская хроника» примерно в 776 году Кент почти на десятилетие стал независимым от Мерсии, а король Эгберт II объединил в своих руках весь Кент.
Последний раз король Эгберт II упоминается в 779 году. Его преемником, вероятно, был Эльмунд. Его имя упоминается в списке F «Англосаксонской хроники» в статье за 784 год. Кроме того, известна одна изданная Эльмундом хартия, также датированная 784 годом. Однако его правление было кратковременным. Уже к 785 году король Мерсии Оффа смог восстановить власть над Кентом, поскольку этим годом датируется первая из серии хартий о дарении земель в Кенте без каких-то ссылок на местных правителей. Эльмунд, вероятно, был убит или изгнан из Кента, а само королевство вплоть до 820-х годов, стало провинцией Мерсии, за исключением периода 796—798 годов, когда Эдберт III Пран на короткое время смог восстановить независимость королевства.

## Потомство
Имя жены Эльмунда неизвестно. Традиционно считается, что его сыном был Эгберт (умер в 839), ставший королём Уэссекса с 802 года, а в 820-е годы завоевавший Кент. Он основал династию, которая правила сначала в Уэссексе, а позже и во всей Англии в течение более чем 250 лет. От этой династии по женской линии происходит и современный Британский королевский дом.
Хроника Уилтонского аббатства приводит известие о том, что элдормен Уилтшира Веостан был женат на Альбурге, сестре короля Эгберта и, соответственно, дочери Эльмунда, однако сейчас это известие считается сомнительным.